# Aruvalla
Aruvalla är en by i Estland. Den ligger i Rae kommun i landskapet Harjumaa, 26 km sydost om huvudstaden Tallinn. Aruvalla ligger 58 meter över havet och antalet invånare var 126 år 2011.
Runt Aruvalla är det ganska glesbefolkat, med 27 invånare per kvadratkilometer. Närmaste större samhälle är Kohila, 17 km sydväst om Aruvalla. I omgivningarna runt Aruvalla växer i huvudsak blandskog.